# State Hockey Centre

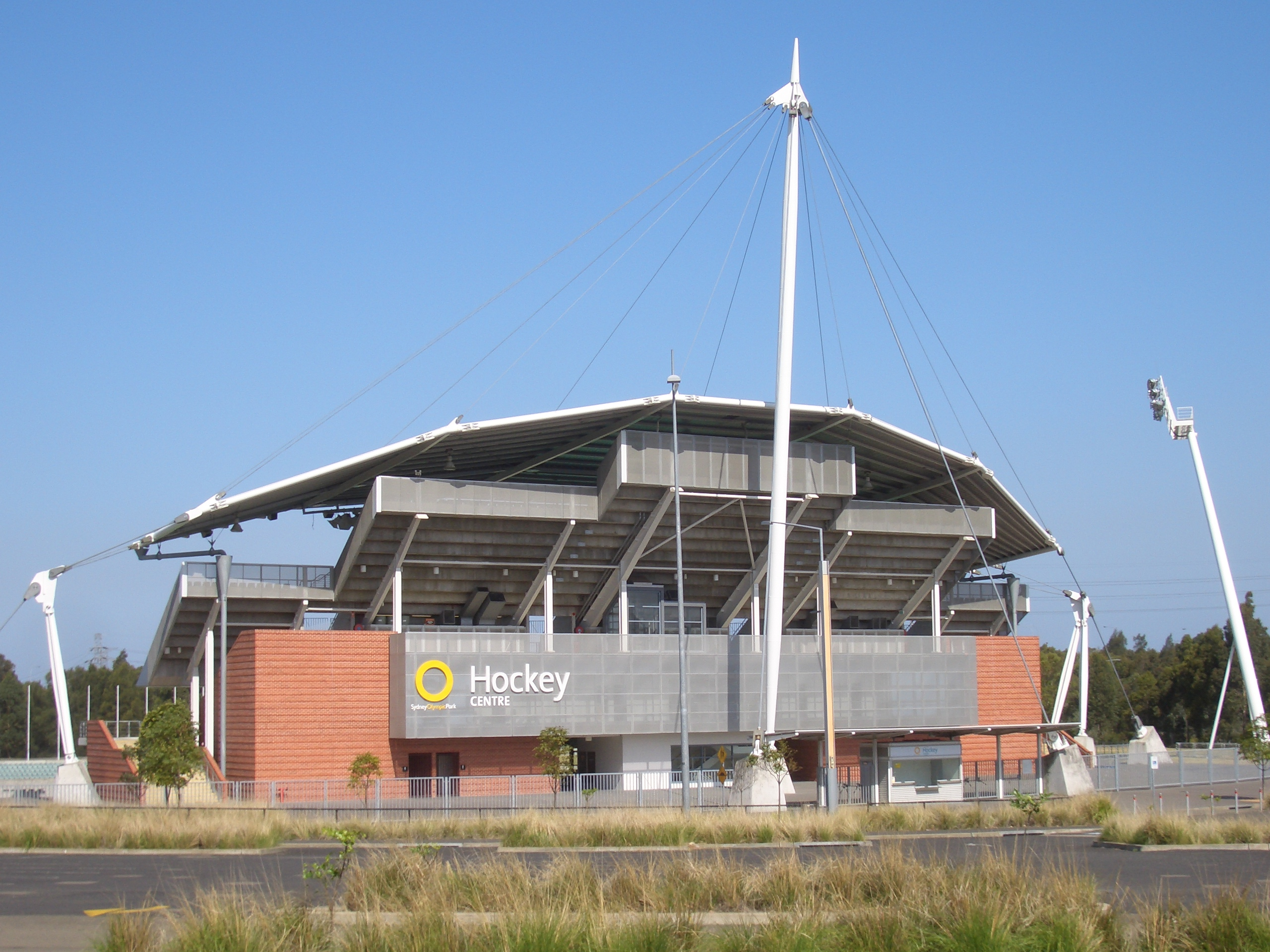
State Hockey Centre

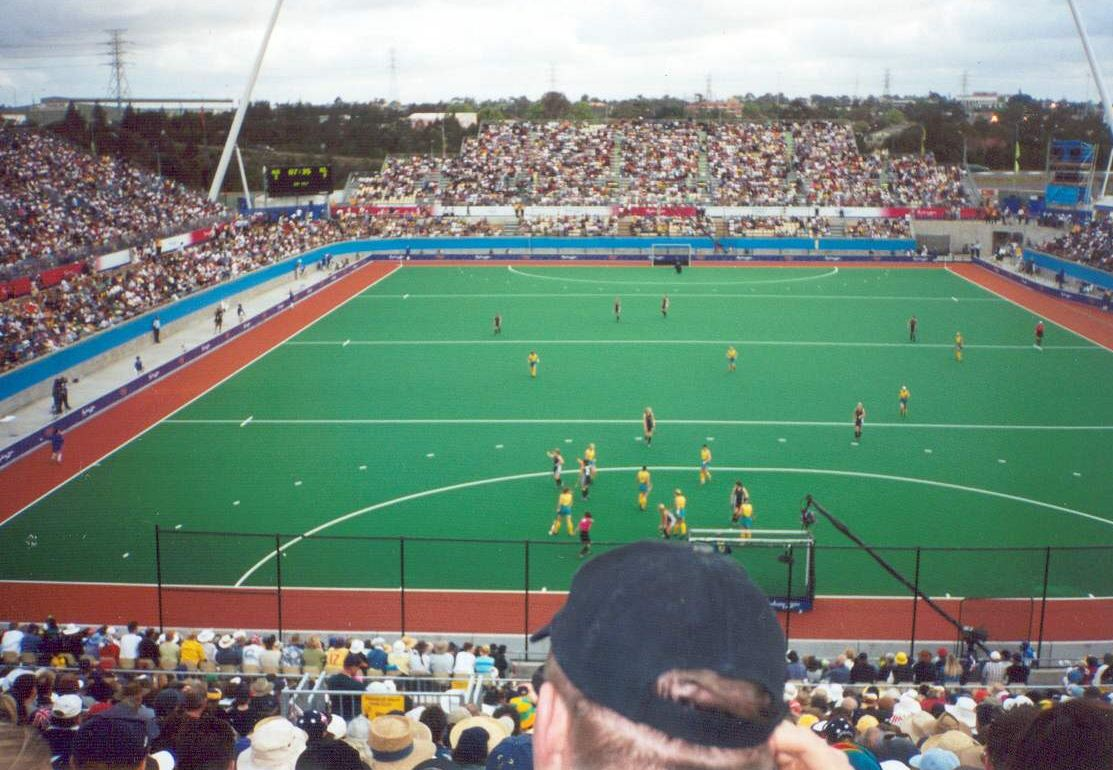
Spiel Australien gegen Niederlande

Das State Hockey Centre ist ein für verschiedene Disziplinen verwendetes Sportstadion in Sydney. Momentan wird es für Hockey benutzt und 2000 wurden dort die Olympischen Sommerspiele ausgetragen. Das Stadion wurde 1998 gebaut und hat eine Kapazität von 8.000 Plätzen. Während der Olympischen Spiele wurde es durch vorübergehende Stehplätze auf 15.000 Plätze aufgestockt.